# El Llaima
El Llaima fue el nombre de un periódico de la ciudad de Lautaro, Chile.

## Historia
Fue fundado en 1900 por Roberto Morales y Rogelio Muñoz en la localidad de Lautaro. Durante su vida tuvo varias interrupciones en su circulación. Dentro de sus directores destacaron Enrique Solar, Armando Corvalán, Ernesto Behnke, Julio Azócar y desde 1924 Septimio Vallejos.